# Кожаново
Кожаново — деревня в Новодугинском районе Смоленской области России. Входит в состав Днепровского сельского поселения. Население — 9 жителей (2007 год).

## География
Расположена в северо-восточной части области в 23 км к западу от Новодугина, в 20 км западнее автодороги Р134 «Старая Смоленская дорога» Смоленск — Дорогобуж — Вязьма — Зубцов, на берегу реки Стрельня. В 25 км восточнее деревни расположена железнодорожная станция Новодугино на линии Вязьма — Ржев.

## История
В годы Великой Отечественной войны деревня была оккупирована гитлеровскими войсками в октябре 1941 года, освобождена в марте 1943 года.

## Известные уроженцы, жители
- Максимов, Анатолий Иванович (1921—1995) — советский хозяйственный, государственный и политический деятель.

## Инфраструктура
Личное подсобное хозяйство с зоной сельскохозяйственного использования, индивидуальная застройка усадебного типа.

## Транспорт
Деревня доступна автотранспортом по автодороге местного значения 66Н-1309.